# Mafingabergen
Mafingabergen är en platå som är täckt av kullar, som ligger på gränsen mellan Zambia och Malawi. Dessa kullar består av kvartsit, fyllit och fältspat.
Platån innehar den högsta punken i Zambia som är på 2 301 m ö.h. Luangwafloden har sina källor i Mafingabergen.